# عساف أفيدان
عساف أفيدان مؤلف، ملحن، ومطرب إسرائيلي، ولد في 23 مارس 1980 بمدينة القدس. بعد أداؤة الخدمة العسكرية الإجبارية، درس فنون متحركة في أكاديمية بتسلئيل للفنون، انتقل بعدها للحياة في تل أبيب مع صديقتة، والتي تسبب انفصاله عنها بتركه لمهنته واحتراف الغناء كويسلة للتعبير عن صدمته.

1. ↑  Discogs | Asaf Avidan (بالإنجليزية), QID:Q504063
2. ↑   https://www.ishim.co.il/. {{استشهاد ويب}}: |url= بحاجة لعنوان (مساعدة) والوسيط |title= غير موجود أو فارغ (من ويكي بيانات) (مساعدة)
3. ↑  Asaf Avidan the Official Site نسخة محفوظة 23 ديسمبر 2017 على موقع واي باك مشين.